# مقاطعة إلبيرت (كولورادو)
مقاطعة إلبيرت (بالإنجليزية: Elbert County)‏ هي إحدى مقاطعات ولاية كولورادو في الولايات المتحدة الأمريكية.